# 제3공병여단 (대한민국)
제3공병여단(第三工兵旅團)은 대한민국 육군 제3군단의 공병여단이다.

## 편성
- 본부대
- 111공병대대
- 136공병대대
- 137공병대대
- 531교량대대
- 통신중대
- 도하중대

## 같이 보기
- 제3군단 (대한민국)